# آسیه (مادر فتحعلی‌شاه)
آسیه خانم عزالدین قاجار (درگذشته ۱۲۱۷ قمری) همسر حسینقلی خان قاجار و ملکه همسر آقامحمدخان قاجار بود. او همچنین ملکه مادر فتحعلی‌شاه قاجار (از ۱۱۷۶ تا ۱۲۱۳ خورشیدی) شد.

## زندگی
آسیه خانم، دختر محمدخان عزالدین‌لوی (عضدانلو) قاجار از طایفه آشاقه‌باش بود. او در سال ۱۱۸۲ به عقد حسینقلی‌خان جهانسوز، برادر آقامحمد خان و حاکم دامغان درآمد و یک سال بعد نخستین فرزندشان، فتحعلی، در دامغان متولد شد. پس از به قتل رسیدن حسینقلی‌خان قاجار، به فرمان کریم خان زند، آسیه خانم و دو پسرش توسط آقا محمدخان به ایل برگردانده شدند. پس از فرار آقا محمدخان از شیراز آسیه خانم به او پیوست و با او ازدواج کرد. پس از تصرف تهران آقا محمدخان او و پسرانش را به تهران آورد. آسیه به همراه میرزا محمد زکی مستوفی الممالک توسط شاه مأمور شد تا سایر سران ایل قاجار در استرآباد را با دادن هدایا به اتحاد با شاه درآورد. در سال ۱۰۲۴ فتحعلی، پسر آسیه، ولیعهد آقا محمد خان شد. او در ۱۲۰۷ به عتبات عالیات رفت و استخوان‌های محمدحسن‌خان قاجار و حسینقلی‌خان جهانسوز را در نجف دفن کرد. تا به حکومت رسیدن فرزندش آسیه خانم، از تاج و تخت و ثروت پادشاهی حفاظت می‌کرد. زمانی که فتحعلی شاه بر تخت نشست، پسر دیگر آسیه، حسینقلی‌خان، بر علیه برادر شورش کرد که با میانجیگری آسیه بین آن دو صلح ایجاد می‌شود. در سال ۱۲۱۶ او بار دیگر به عتبات می‌رود و سنگ قبر آقا محمدخان را نیز با خود می‌برد. تعمیرات مدرسه حکیم هاشم از موقوفات او است به همین دلیل این مدرسه به نام مادرشاه نیز معروف است. او در سال ۱۲۱۷ در تهران درگذشت و در نجف دفن شد. آسیه خانم در طول زندگی‌اش مابین فرزند دیگرش و فتحعلی شاه وساطت می‌کرد اما پس از مرگ او فتحعلی شاه برادرش را کور کرد.

## لقب
آسیه خانم ملقب به ام الخاقان و مهد علیا بود. او بعد از جیران دومین کسی بود که در دوره قاجار لقب مهد علیا را داشت. پس از او همسر دیگر فتحعلی شاه ننه خانم بارفروش این لقب را داشت و سپس همسر عباس میرزا و بعد مادر ناصرالدین‌شاه این لقب را گرفتند. پس از مادر ناصرالدین‌شاه کسی به این لقب خوانده نشد.